# 키즈토피아
키즈토피아는 엘지유플러스에서 출시한 어린이 대상 메타버스 애플리케이션이다. Inworld AI(영어, 한글 등) 를 접목한 대화형 NPC가있어 NPC와 자유 대화가 가능하다. 안드로이드, iOS 모두 사용 가능하다. 현재 일본, 필리핀, 말레이시아, 태국, 미국 등에서 서비스 제공중이다. 

## 명칭
키즈와 유토피아를 합친 합성어이며 아이들을 위한 유토피아를 만들겠다는 취지에서 만들어졌다.

## 콘텐츠
| 월드이름 | 최초등록   | 최신 업데이트 | 월드 정보                                          |
| -------- | ---------- | ------------- | -------------------------------------------------- |
| 광장     | 2023.02.27 | 2023.02.27    | 기본 로비로 활용되는 공간. 미니게임 및 상점이 존재 |
| 공룡월드 | 2023.02.27 | 2023.02.27    | 공룡을 구경할 수 있는 공간.                        |
| 동물원   | 2023.02.27 | 2023.02.27    | 동물을 구경하고 동물관련 퀴즈를 풀 수 있는 공간.   |

| 미니게임  | 게임 정보                                                                                     |
| --------- | --------------------------------------------------------------------------------------------- |
| 눈싸움    | 눈싸움 존에 입장하면 상호작용 버튼을 통해 눈을 던져 상대를 맞출 수 있다. (특별한 보상은 없음) |
| 미니 축구 | 축구 존에 입장하면 상호작용 버튼을 통해 공을 움직여 골대에 골을 넣을 수 있다.                 |
| 점프맵    | 점프 존에 입장하여 점프맵을 즐길 수 있다.                                                     |

### AI NPC
해당 애플리케이션의 핵심 기능인것으로 보인다. NPC와 단방향 소통이 아닌 쌍방향 소통을 통해 NPC와 실제로 대화하는 느낌을 받을 수 있다.
AI 캐릭터들로는 LG유플러스에서 제작한 유삐와 친구들이 있다.

### 퀴즈[3]
동물 퀴즈가 약 1200개 제공된다.